# Palmeria dolei
L'akohekohe o drepanide crestato, più correttamente ʻakohekohe (Palmeria dolei (Wilson, 1891)) è un uccello fringillide della tribù dei Drepanidini, unica specie ascritta al genere Palmeria Rothschild, 1893.

## Etimologia
Il nome scientifico del genere, Palmeria, venne scelto da Walter Rothschild in omaggio a Henry Palmer, che provvide a rifornirlo di numerose specie di uccelli hawaiiani: il nome della specie, doeli, venne scelto in omaggio a Sanford Ballard Dole, presidente della repubblica delle Hawaii ed ornitologo dilettante.

## Descrizione

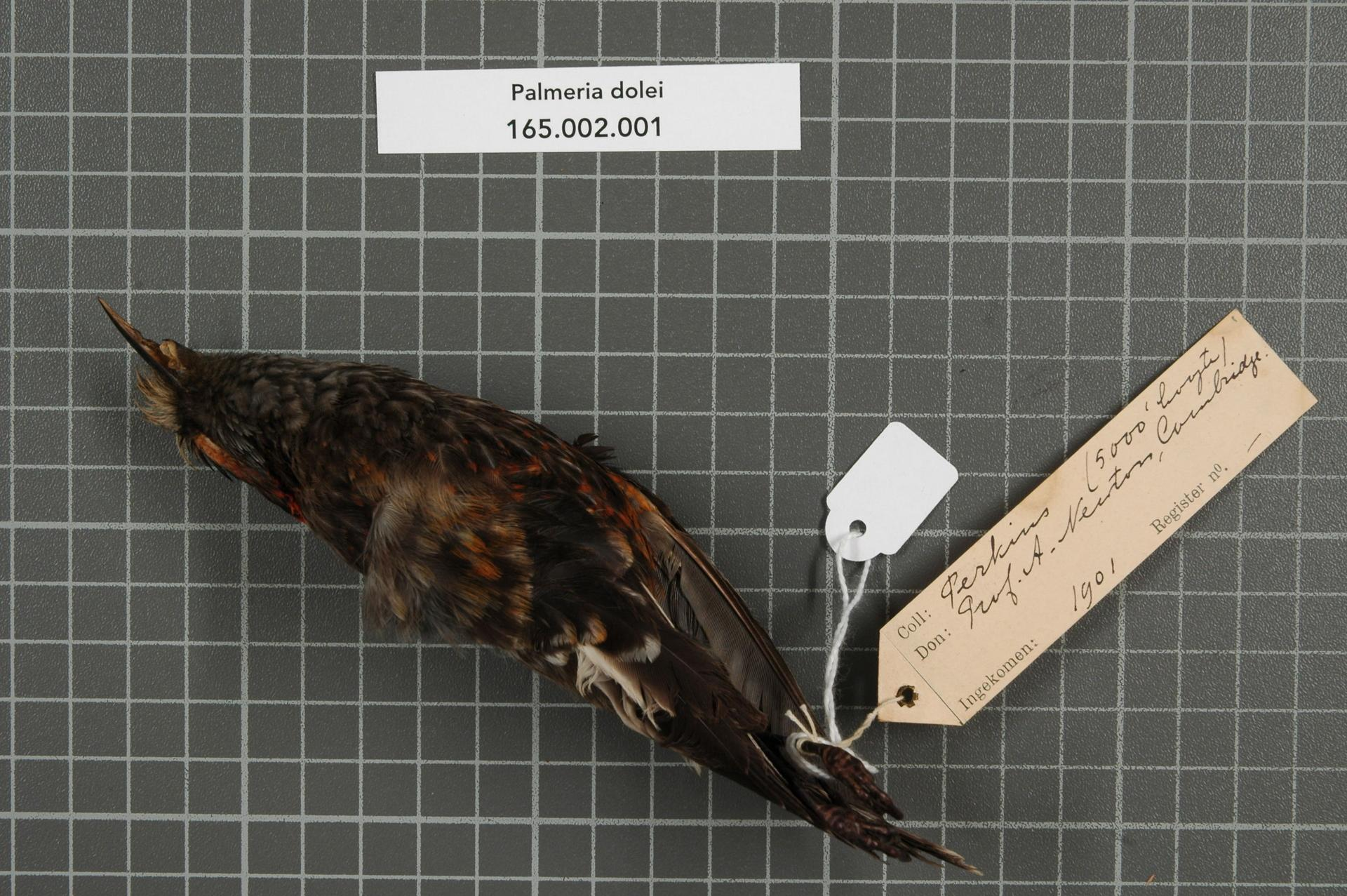
Maschio impagliato.

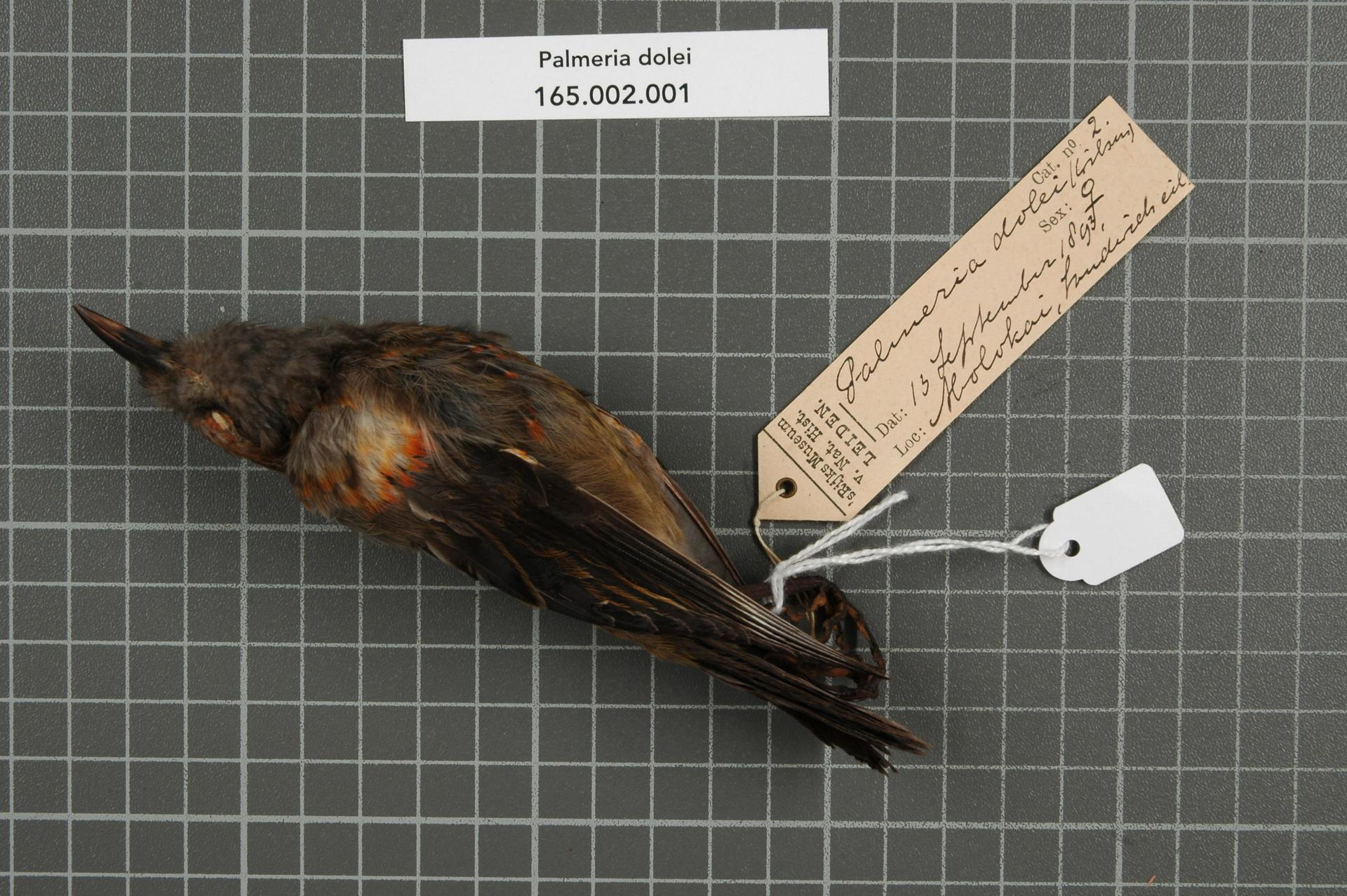
Femmina impagliata.

### Dimensioni
Misura 17–18 cm di lunghezza, per 21-31 g di peso: queste minure ne fanno il più grande drepanide dell'isola di Maui.

### Aspetto
L'aspetto di questi uccelli è quello tipico dei fringillidi, con corpo robusto, testa allungata con becco forte e conico e forti zampe.

Il piumaggio è molto colorato e mostra dimorfismo sessuale: i maschi, infatti, presentano livrea nera su tutto il corpo, con le singole penne orlate di bianco su testa e petto e di arancio su ventre e fianchi, mentre sulle ali sono presenti variegature di ambo i colori. La nuca è completamente arancione e munita di penne filiformi, mentre le penne della fronte (anch'esse filiformi e modificate a formare un inconfondibile ciuffo) sono bianche, così come bianchi solo il sottocoda e le remiganti. Le penne dietro agli occhi hanno colore rossiccio, mentre quelle che partono dalla zona oculare sono color crema. Nelle femmine, invece, il ciuffo frontale è molto meno sviluppato e grigiastro, l'arancione corporeo è molto meno esteso ed in generale i colori sono meno vividi. In ambedue i sessi, zampe e becco sono di colore nero, mentre gli occhi sono bruni, con uno spesso cerchio perioculare glabro che è di colore arancione nel maschio e giallo-carnicino nella femmina.

## Biologia
Si tratta di uccelli dalle abitudini diurne ed essenzialmente solitarie, che durante il periodo riproduttivo possono essere però osservati in coppie o in piccoli gruppi familiari, formati da una coppia coi nidiacei ancora non completamente indipendenti. L'akohekohe si muove perlopiù nella canopia, scendendo più in basso solo se costretto dalla scarsità di cibo, ed è piuttosto territoriale, scacciando energicamente gli intrusi (sia conspecifici, che di altre specie dalle abitudini alimentari simili, come apapane e iiwi) dai propri alberi di residenza.

L'akohekohe emette una vasta gamma di canti: il più noto consiste in una coppia di fischi facilmente imitabili che vengono ripetuti varie volte dai vari animali per tenersi in contatto fra loro.

### Alimentazione
L'akohekohe è un nettarivoro, che basa la propria dieta sul nettare dei fiori di ohia lehua, senza disdegnare però di integrare di tanto in tanto la propria dieta anche coi frutti e gli insetti reperiti fra queste piante: al termine del periodo di fioritura dell'ohia lehua, l'akohekohe si rivolge anche ad altre piante per ottenere il nettare, come ad esempio l'akala.

### Riproduzione
Il periodo riproduttivo di questi uccelli va da novembre a giugno, con in genere due covate che vengono portate avanti in questo lasso di tempo: rigidamente monogami, i maschi corteggiano le femmine col canto. La riproduzione è semi-coloniale, con numerose coppie che si rinuiscono in aree adiacenti, pur difendendo ciascuna il proprio territorio. Il nido è a forma di coppa e viene costruito da ambo i partners intrecciando rametti e fibre vegetali: al suo interno la femmina depone due uova, che provvede a covare da sola (col maschio che sta a guardia nei pressi, oltre a provvedere all'alimentazione) per circa tre settimane. I pulli, ciechi e implumi alla schiusa, si involano attorno alle due settimane di vita, e rimangono coi genitori ancora per qualche tempo, prima di allontanarsene definitivamente.

## Distribuzione e habitat

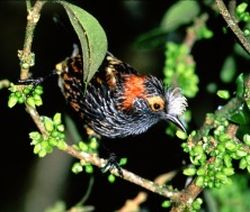
Maschio in natura.

L'akohekohe è endemico dell'isola hawaiiana di Maui, della quale popola il versante settentrionale dell'Haleakalā, nella porzione orientale dell'isola.
Lhabitat di questi uccelli è rappresentato dalla foresta pluviale montana, con dominanza di alberi di acacia koa e soprattutto di ohia lehua, fra i 1300 ed i 2200 m di quota.

## Tassonomia
Sebbene alcuni autori ascrivano questi uccelli al genere Drepanis o Himatione, ai quali esso è filogeneticamente molto vicino, viene generalmente ritenuta corretta l'ascrizione dell'akohekohe a un proprio genere monospecifico, Palmeria.

## Conservazione
Fino agli inizi del XX secolo, l'akohekohe era piuttosto comune su tutta l'isola di Maui, oltre che sulla porzione orientale della vicina Molokai: nel 1907, la specie era scomparsa da quest'isola, ed era divenuta così rara da essere ritenuta estinta fino al 1945, quando ne venne scoperta una piccola popolazione sulle pendici dell'Haleakalā. È stato stimato che su Maui rimangano 3800 akohekohe, suddivisi in due popolazioni separate dalla Gola di Koolau su una superficie di circa 45 km²: per questo motivo, questa specie viene classificata dall'IUCN come "in pericolo critico".
I motivi della rarefazione di questi uccelli sono da ricercare in una serie di fattori: la colonizzazione dell'arcipelago ad opera dei polinesiani prima e degli europei poi portò all'alterazione dell'ambiente nativo, con l'abbattimento di gran parte delle foreste per far spazio a colture e insediamenti, con effetti disastrosi su specie dall'ambiente già di per sé così circoscritto. I coloni, inoltre, portarono con sé diverse specie introdotte, fra cui ratti, gatti e ungulati, che predavano questi uccelli o ne alteravano lo spazio vitale, e soprattutto le zanzare, vettrici di numerose malattie alle quali i drepanidini hawaiiani si sono dimostrati catastroficamente vulnerabili, con gli ultimi esemplari delle specie sopravvissute che ad oggi hanno trovato rifugio nelle poche aree di foresta nativa in quota, dove il freddo impedisce la presenza di zanzare.
Classificato come "in pericolo" dall'United States Fish and Wildlife Service fin dal marzo 1967, l'akohekohe è protetto in tutto il suo areale, e sono stati varati dei piani per il recupero delle foreste native e dei loro abitanti, mediante anche l'abbattimento selettivo delle specie introdotte.